# قمه كلابر
قمة كلابرهو جبل يقع في جبال كاتسكيل بولاية نيويورك، جنوب شرق باربورفيل. يقع جبل سبيدويل جنوب غرب قمة كلابر، ويقع جبل تاور من الشرق إلى الشمال الشرقي منه.